# Goldendale
La ville de Goldendale est le siège du comté de Klickitat, situé dans l'État de Washington, aux États-Unis. Sa population s’élevait à 3 407 habitants lors du recensement de 2010, estimée à 3 485 habitants en 2017.

## Démographie
| Groupe            | Goldendale | Washington | États-Unis |
| ----------------- | ---------- | ---------- | ---------- |
| Blancs            | 88,3       | 77,3       | 72,4       |
| Autres            | 4,1        | 5,1        | 6,2        |
| Amérindiens       | 4,1        | 1,5        | 0,9        |
| Métis             | 2,6        | 4,7        | 2,9        |
| Asiatiques        | 0,5        | 7,2        | 4,8        |
| Afro-Américains   | 0,4        | 3,6        | 12,6       |
| Océaniens         | 0,2        | 0,6        | 0,2        |
| Total             | 100        | 100        | 100        |
|                   |            |            |            |
| Latino-Américains | 8,4        | 11,2       | 16,7       |

En 2010, la population latino-américaine est majoritairement composée de Mexicano-Américains, qui représentent 7,0 % de la population totale de la ville, alors que la population amérindienne est majoritairement composée de Yakamas,.